# Kemény fekvőtapló
A kemény fekvőtapló (Fuscoporia contigua) a Hymenochaetaceae családjába tartozó, kozmopolita elterjedésű, lombos és tűlevelű fák elhalt törzsén élő, nem ehető gombafaj. 

## Megjelenése
A kemény fekvőtapló termőteste az aljzaton általában 1,5-2 cm vastag, szabálytalan alakú bevonatot képez, amely a több tíz cm-es nagyságot is elérheti. Vízszintes aljzaton 
párnás-domború, függőlegesen lépcsőzetes is lehet. A szélénél elvékonyodik, termőrétege szabálytalanul fejlődhet. Színe vörösbarna vagy fahéjbarna. 
Felső termőrétege pórusos szerkezetű, elmosódottan többrétegű is lehet. A pórusok közepesen nagyok (2-3/mm), max. 1,5 cm mélyek, szögletesek, szabálytalanok, végük fogazott; színük vörös-, dohány- vagy szürkésbarna.  
A termőréteg fölötti húsa igen vékony, kb. 1 mm, állaga szívós, idősen vagy kiszáradva kemény és merev, színe vörösbarna. Szaga és íze nem jellegzetes.
Spórapora fehér. Spórája elliptikus, mérete 5-8 x 3-4 µm.

### Hasonló fajok
A vastag fekvőtapló és a rozsdás fekvőtapló pórusai kisebbek (4-6/mm). 

## Elterjedése és termőhelye
Az Antarktisz kivételével minden kontinensen előfordul. Magyarországon gyakori. 
Lombos és ritkábban tűlevelű fák elhalt vastagabb ágain, törzsén, megmunkált gerendákon található meg, azok anyagában fehérkorhadást okoz. Leginkább tölgyesekben, cseresekben és akácosokban gyakori, de az épületgerendákon tenyésző egyedek aljzata gyakran fenyő. A termőtest évelő, egész évben látható.  

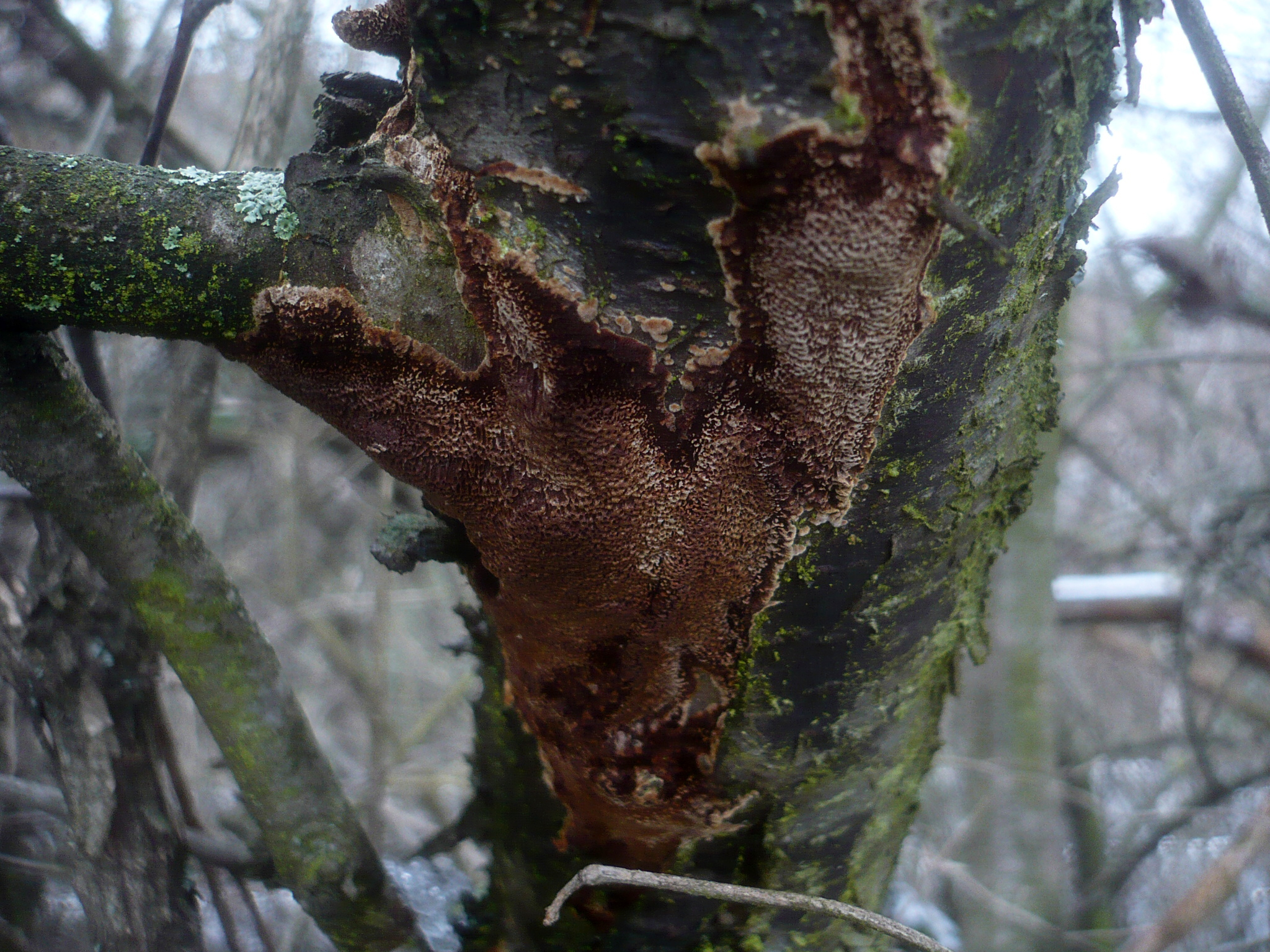
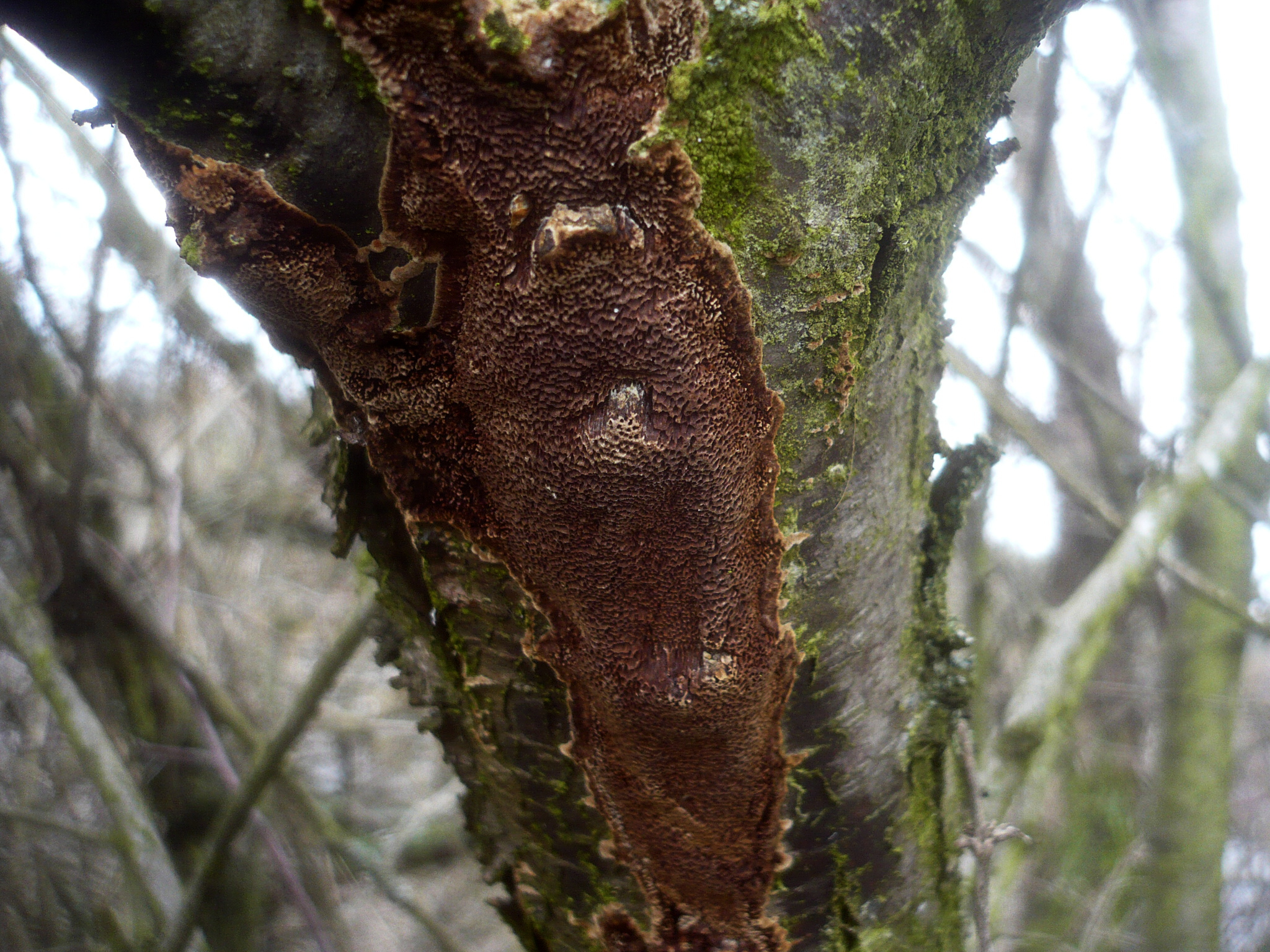
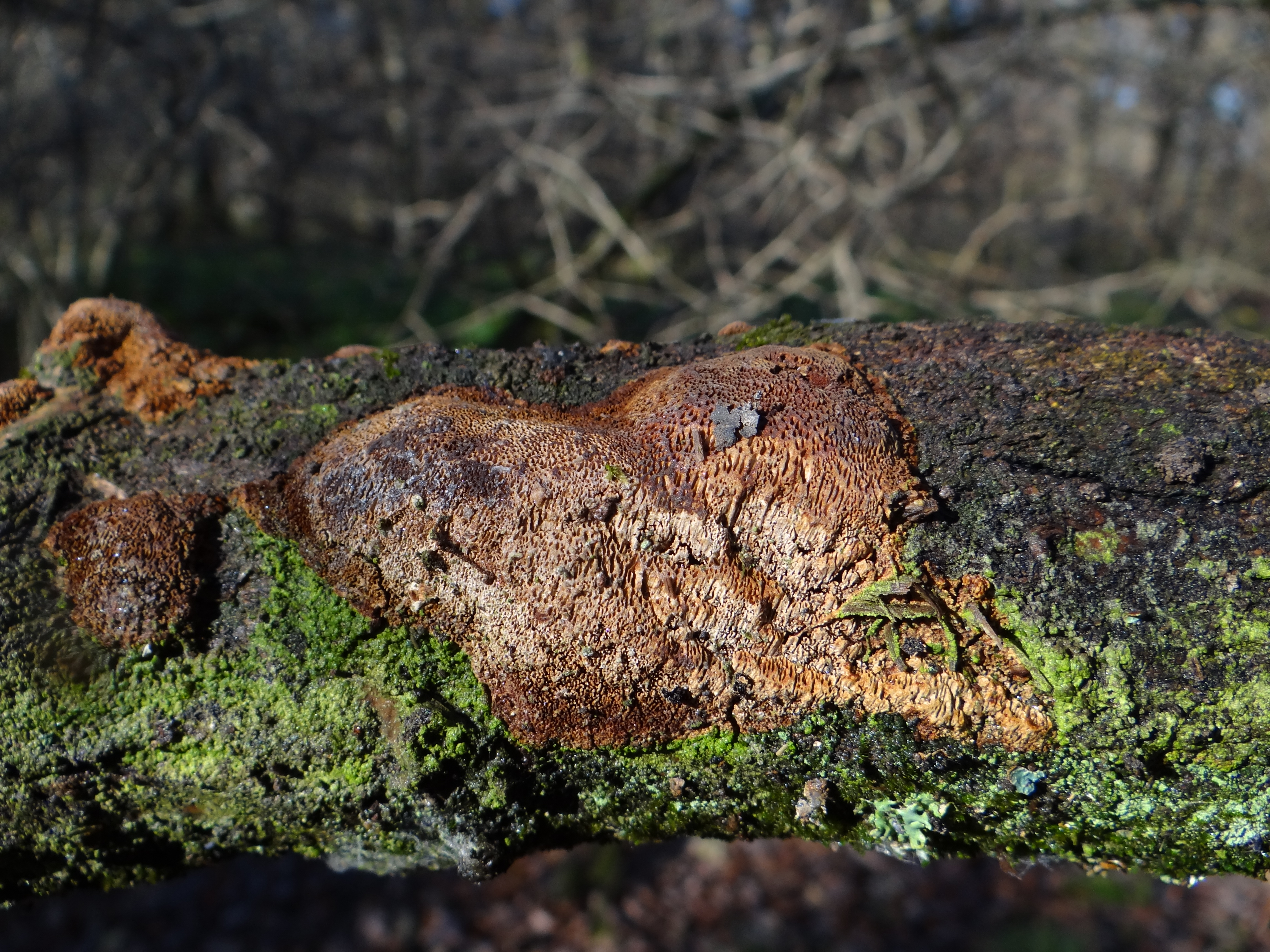
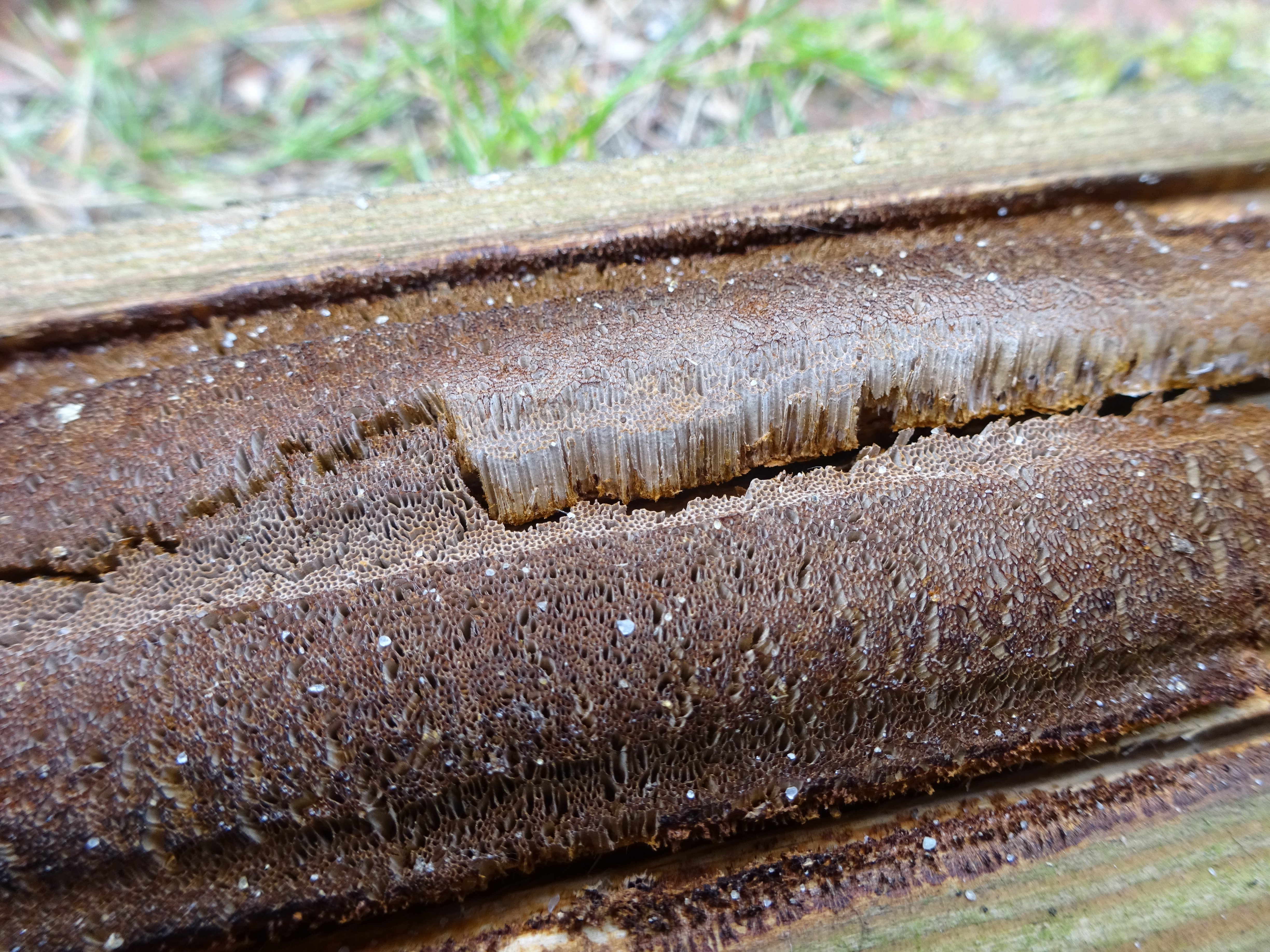

Nem ehető. 